# Coleridge (Nebraska)
Coleridge es una villa ubicada en el condado de Cedar en el estado estadounidense de Nebraska. En el Censo de 2010 tenía una población de 473 habitantes y una densidad poblacional de 357,39 personas por km².

## Geografía
Coleridge se encuentra ubicada en las coordenadas 42°30′23″N 97°12′10″O / 42.50639, -97.20278. Según la Oficina del Censo de los Estados Unidos, Coleridge tiene una superficie total de 1.32 km², de la cual 1.32 km² corresponden a tierra firme y (0%) 0 km² es agua.

## Demografía
Según el censo de 2010, había 473 personas residiendo en Coleridge. La densidad de población era de 357,39 hab./km². De los 473 habitantes, Coleridge estaba compuesto por el 99.15% blancos, el 0% eran afroamericanos, el 0.21% eran amerindios, el 0% eran asiáticos, el 0% eran isleños del Pacífico, el 0% eran de otras razas y el 0.63% pertenecían a dos o más razas. Del total de la población el 0% eran hispanos o latinos de cualquier raza.